# أربعة سبتمبر (مترو باريس)
أربعة سبتمبر (بالفرنسية: Quatre-Septembre) هي محطة مترو تابعة لمترو باريس تقع في فرنسا في الدائرة الثانية في باريس.[بحاجة لمصدر]